# Якоб Матам
Якоб Матам (нід. Jacob Matham; 1571, Гарлем – 1631) — північнонідерландський гравер доби маньєризму і раннього бароко.

## Життєпис, ранні роки
Якоб Матам походив із заможної  католицької родини, що мешкала у місті Гарлем. Точної дати народження не збережено. Хрестини хлопця відбулися у Гарлемі 15 жовтня 1571 року.
Під час облоги міста іспанськими загарбниками у 1572 році батько помер, але мати врятувала життя сина. Лише 1579 року вона вдруге пошлюбилась з художником Гендріком Гольціусом, котрому на той час було близько 22 років (другий чоловік був помітно молодшим за неї).
З молодих років Гольціус узяв хлопця на навчання у власну майстерню. У той період Гольціус створив портрет Якоба приблизно у віці тринадцять років. Невідомо, де саме опановував техніку створення гравюр юнак Якоб Матам, можливо, в майстерні Гольціуса. Відомо, що 1589 року він надрукував першу гравюру з власним підписом як ознакою її якості і свідоцтвом власної самостійності. Вже 1590 року він надрукував гравюри з творів Гендріка Гольціуса, непоганого малювальника як і більшість маньєристів.

## Подорожі до Італії
У жовтні 1590 року Гендрік Гольціус відбув у подорож до Італії на стажування, де перебував десять місяців. Він повернувся додому з новим досвідом. Якоб Матам продовжив працювати і створив декілька нових гравюр, серед них і з малюнків Карела ван Мандера та Гольціуса.
Навесні 1593 року вже Якоб Матам  та приятель Франс Баденс (1571-1618) відбули у Венецію. В цей період він зробив замальовки творів Паоло Веронезе, Тиціана та Тінторетто. Було створено також дев'ять матриць для друку гравюр. котрі Матам відіслав до Гольціуса у Гарлем, бо це були гроші, їх прибуток. 1595 року Матам і Баденс прибули у папський Рим. У римі він зробив замальовки з фресок Рафаеля Санті та кавалера д'Арпіно. Встиг у Римі надрукувати  шість гравюр з релігійною тематикою, бо Рим залишався відомим релігійним центром Західної Європи. Лише 1597 року він повернувся додому.

## Керівництво графічною майстернею

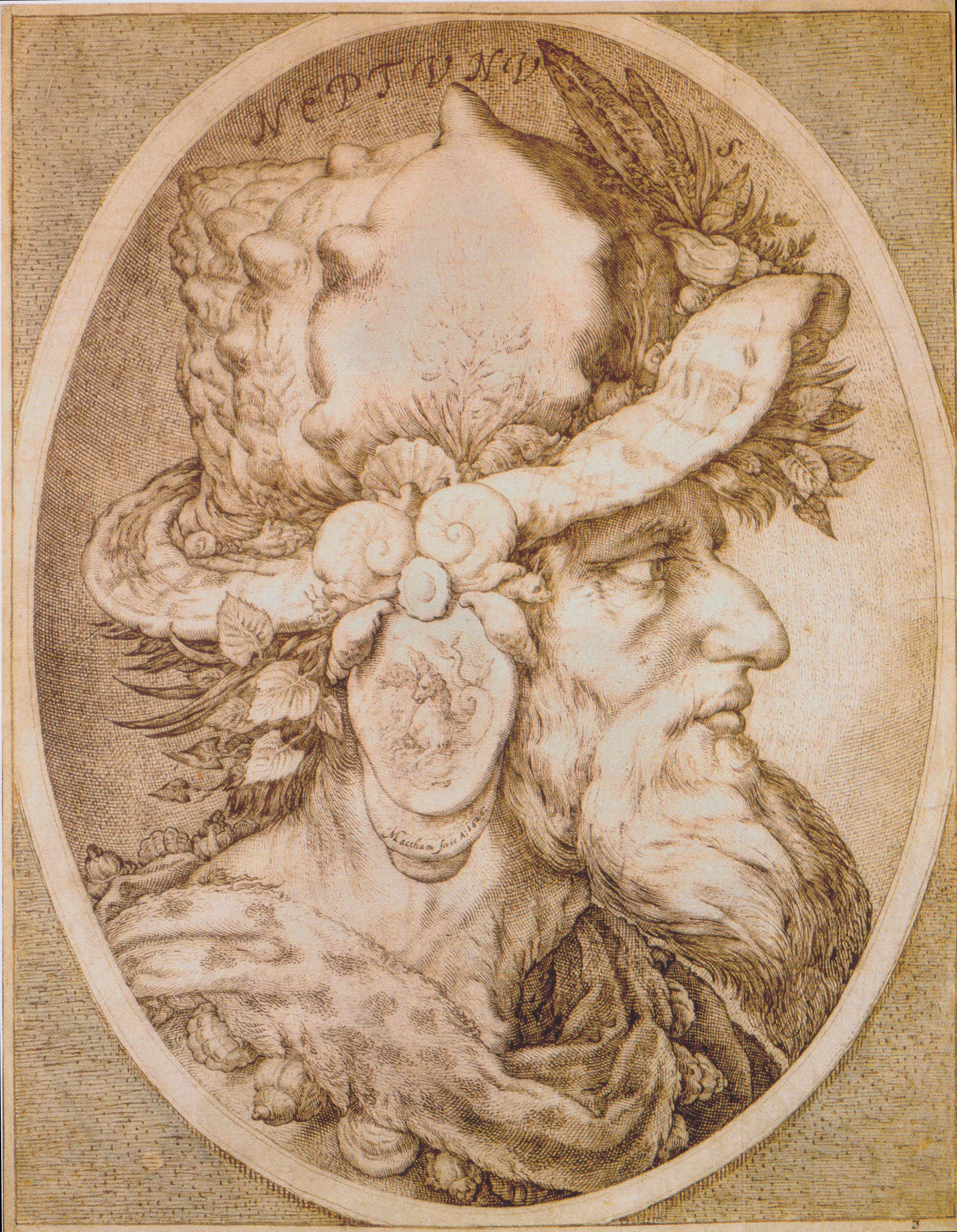
Якоб Матам. «Голова Нептуна», 1626 р.

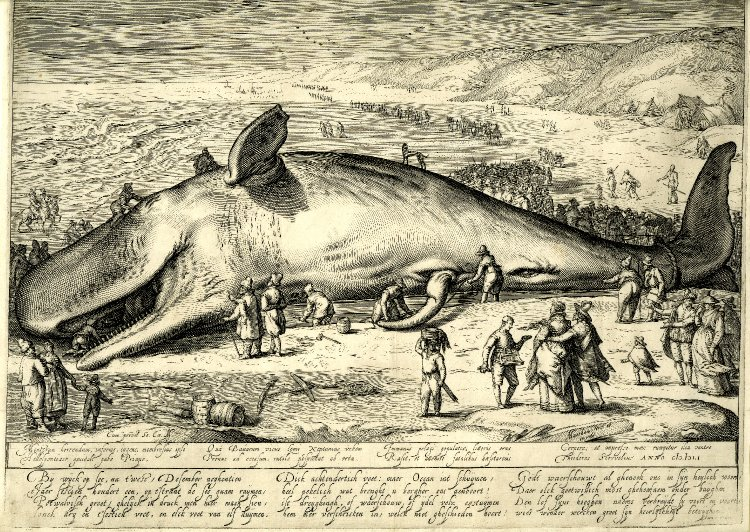
Якоб Матам. «Кашалот на узбережжі Голландії», передрук 1602 року.

Близько 1600 року Гендрік Гольціус покинув створення гравюр заради живопису. Того ж 1600 року Якоб Матам сплатив вступний внесок і став членом гільдії св. Луки. 1605 року його оберуть деканом Гільдії.
В цей період він перебрав на себе керівництво графічною майстернею, що було їх родинним бізнесом. Напередодні була створена уславлена його гравюра із зображенням кашалота, котрого море викинуло на берег Голландії 1598 року. Вона була популярною, як і все екзотичне і незвичне у добу маньєризму і раннього бароко.
1617 року Гендрік Гольціус помер, але виготовлення і друк нових гравюр не припинилось. Якоб Матам, митець перехідної доби, брався переводити у гравюри твори будь-яких художників і буль якої стилістики, серед них Гендрік Гольціус, Паоло Веронезе, Тінторетто, Карел ван Мандер, Кавалер д'Арпіно, Пітер Пауль Рубенс, Бартоломеус Шпрангер.
В його творчому доробку нараховують понад три сотні гравюр.

## Власна родина. Три сини-художники
Наприкінці 16 століття (1599 року ?) він узяв шлюб із пані Марітге ван Пуленбург з відомої у Гарлемі католицької родини. 
Мав чотирьох синів, три з котрих стануть граверами та художниками і продовжать справу батька.
- Адріан Матам (1590–1660)
- Ян Матам (1600-1648)
- Теодор Матам (1606-1676)

## Обрані твори (галерея)

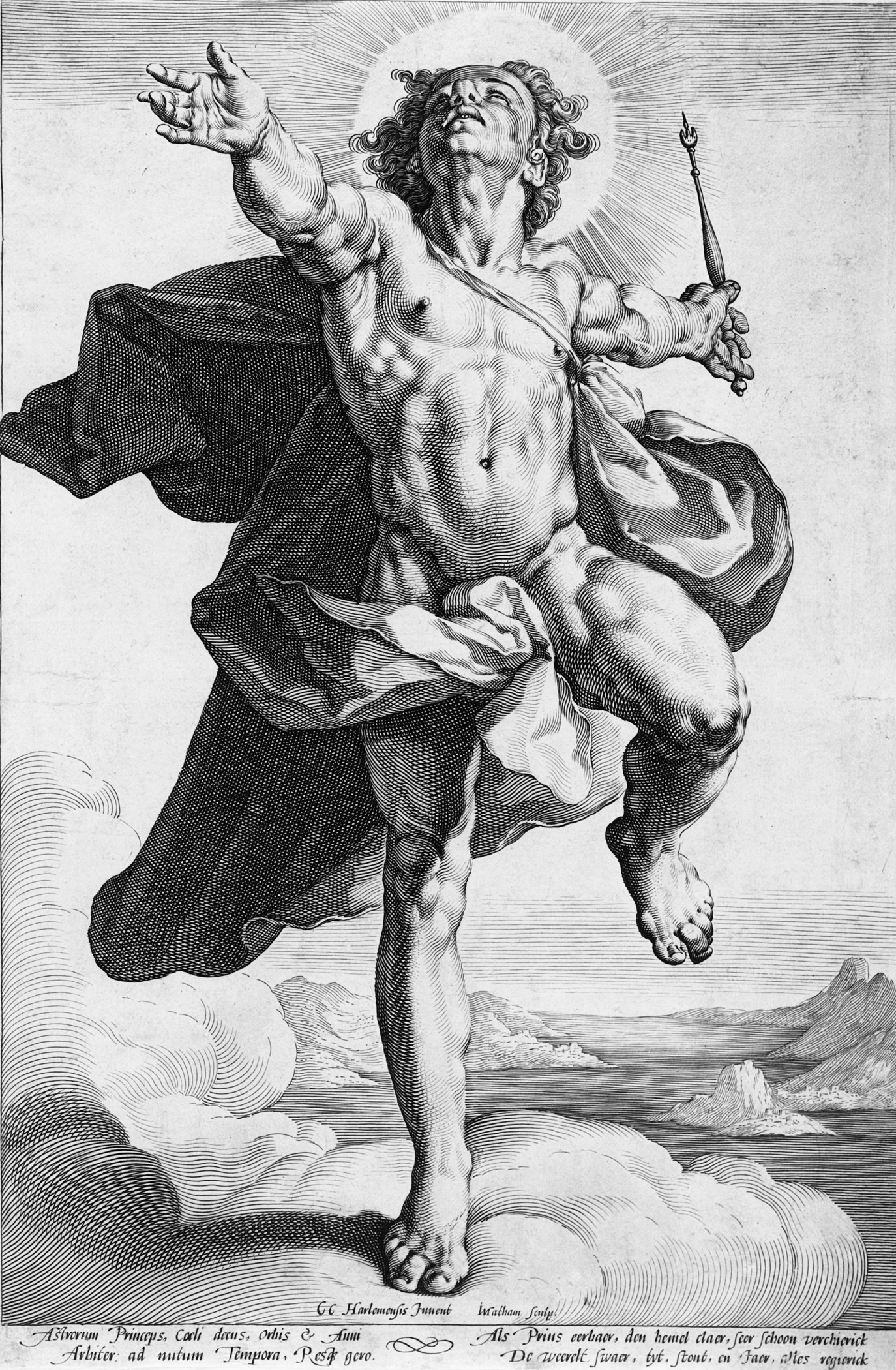
Якоб Матам. «Аполлон», 1591 р. Музей мистецтв округу Лос-Анжелес.

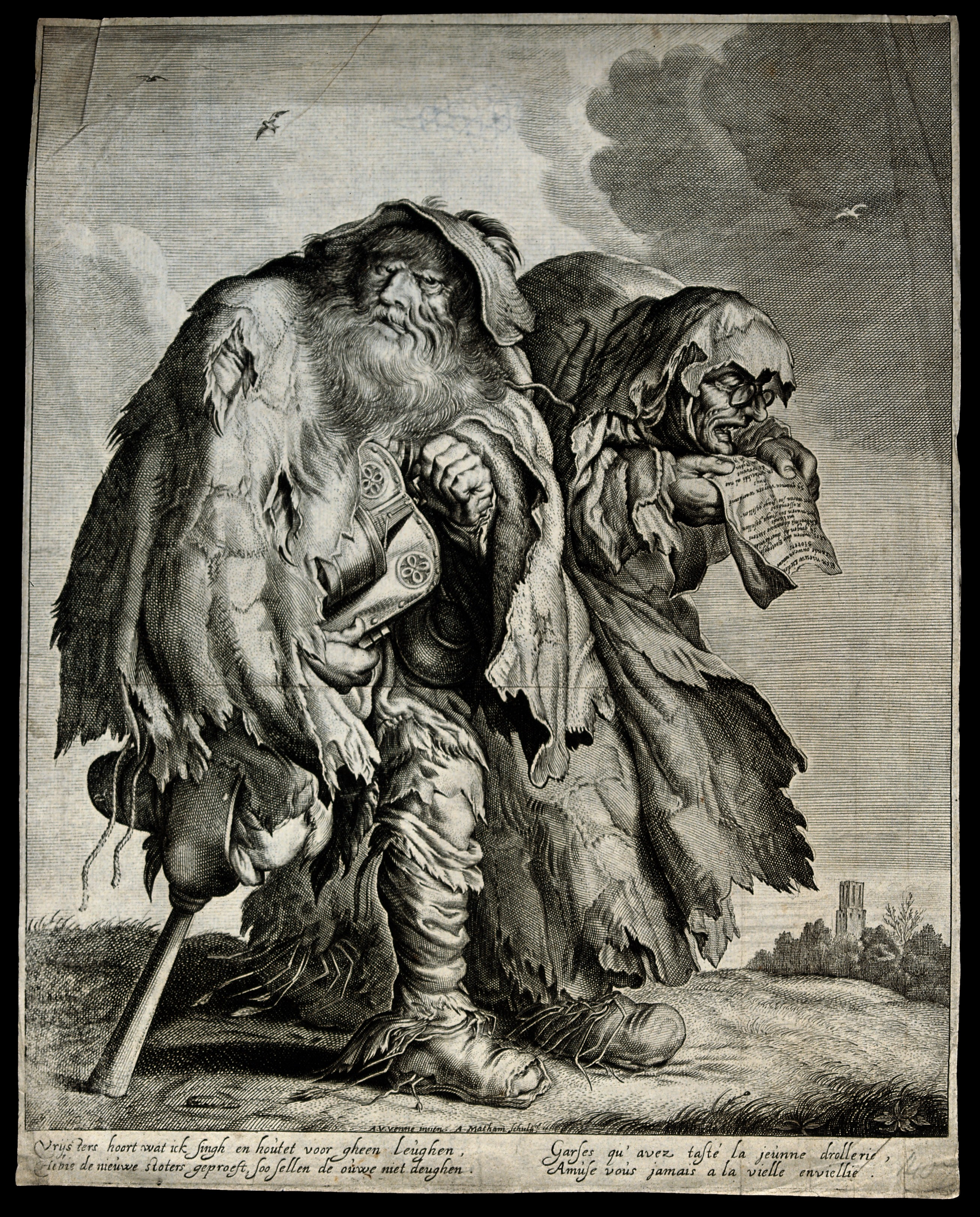
Якоб Матам за твором Адріана Пітерса ван де Венне, «Каліки перехожі»
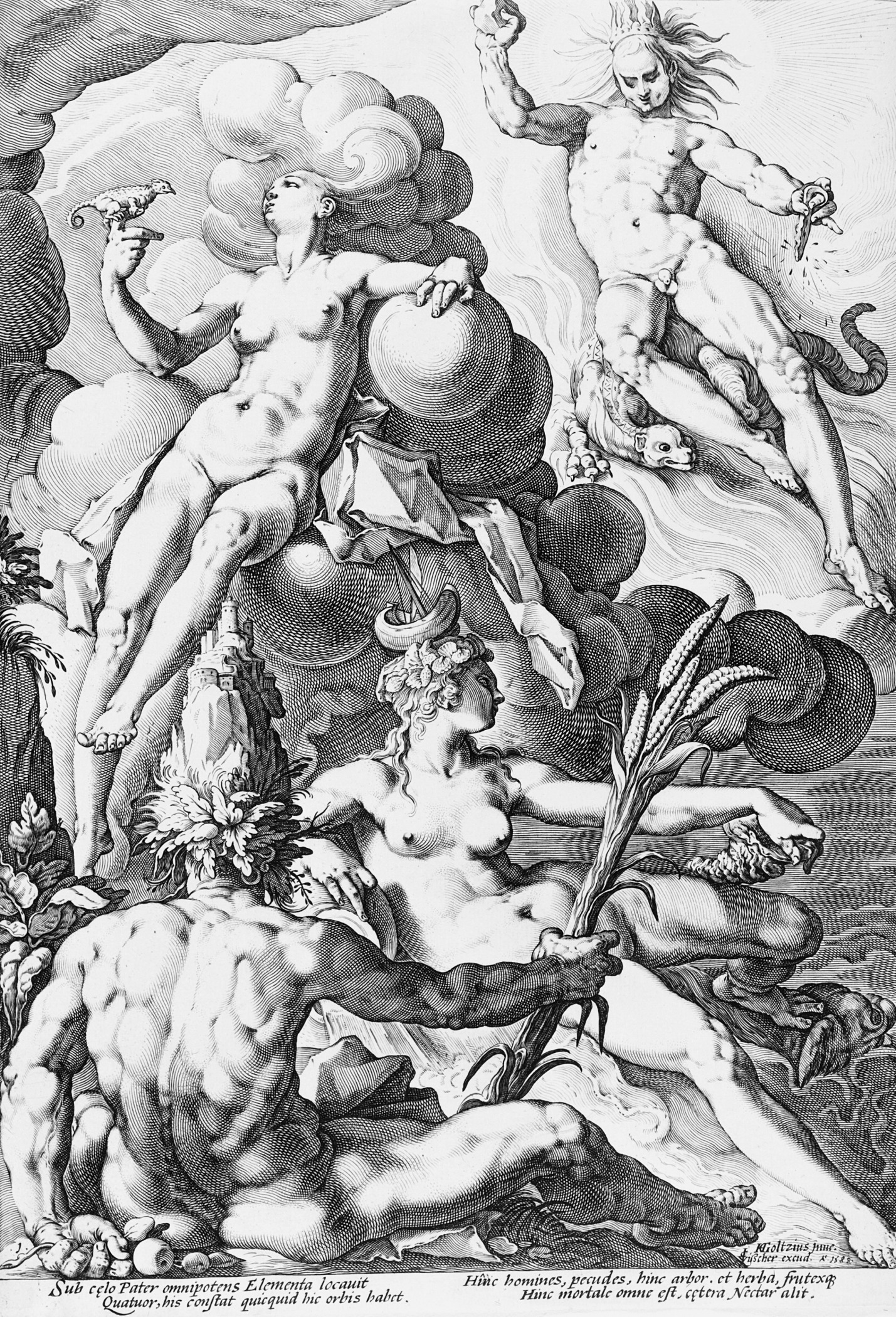
Якоб Матам. «Чотири елементи» (земля, вода, повітря і полум'я), 1588 р.
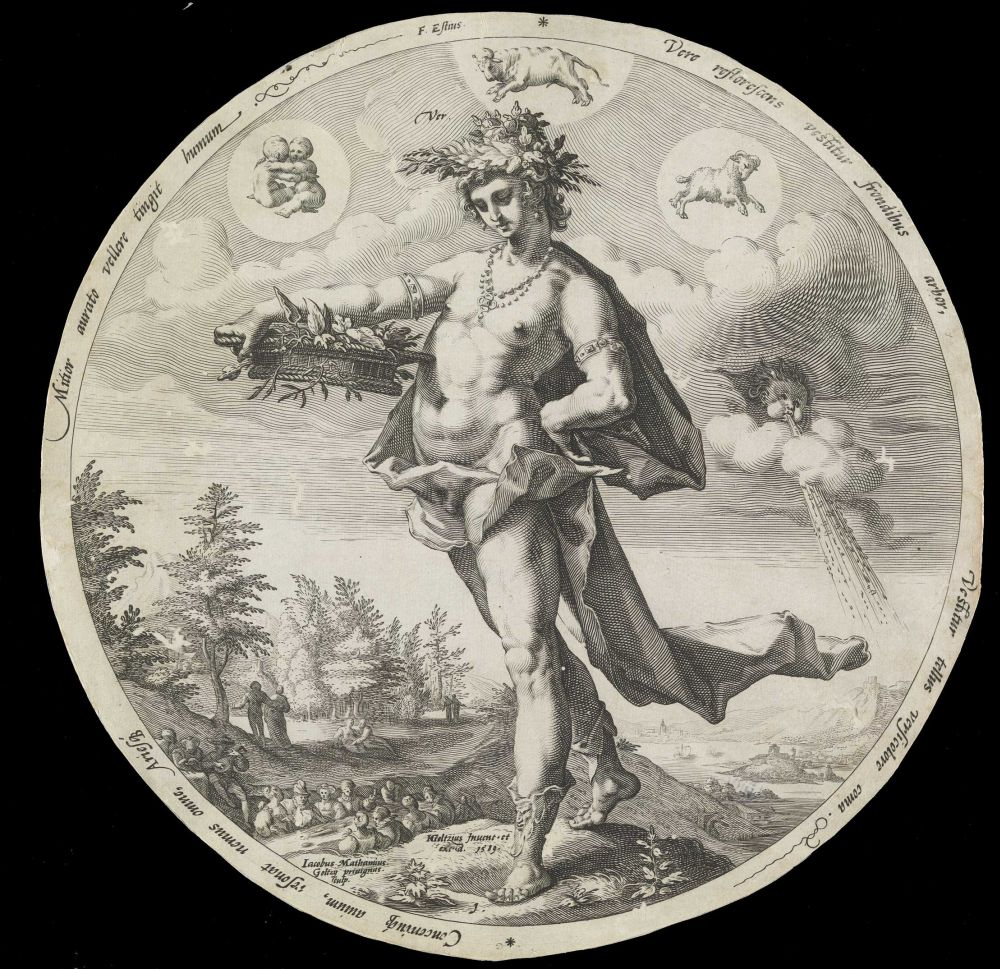
Якоб Матам за твором Гендріка Гольціуса. Весна, серія «Чотири сезони», 1589 р., Національна бібліотека Бразилії
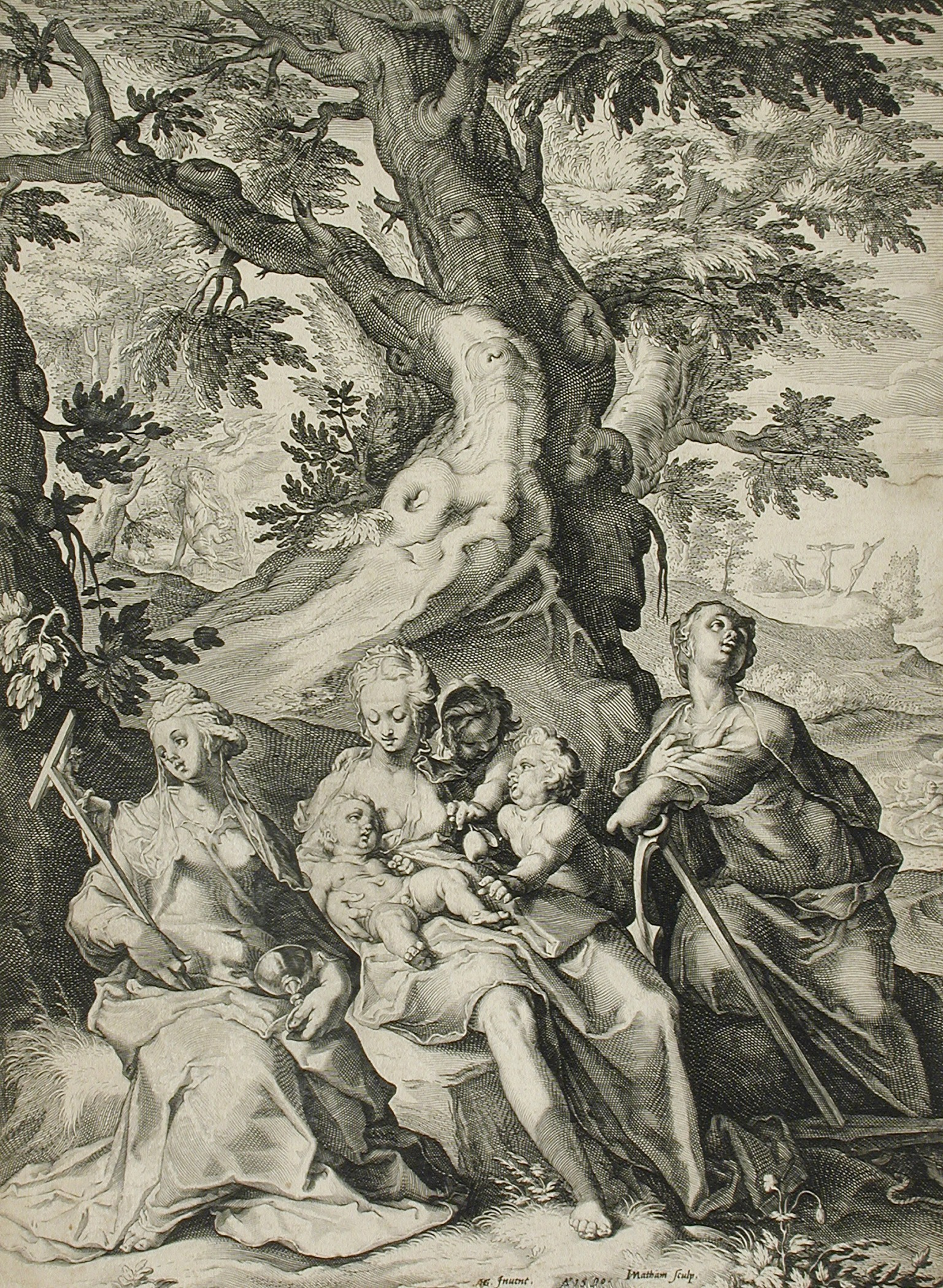
Якоб Матам. «Християнська Віра, Милосердя і Надія», 1590 р., Музей мистецтв округу Лос-Анжелес
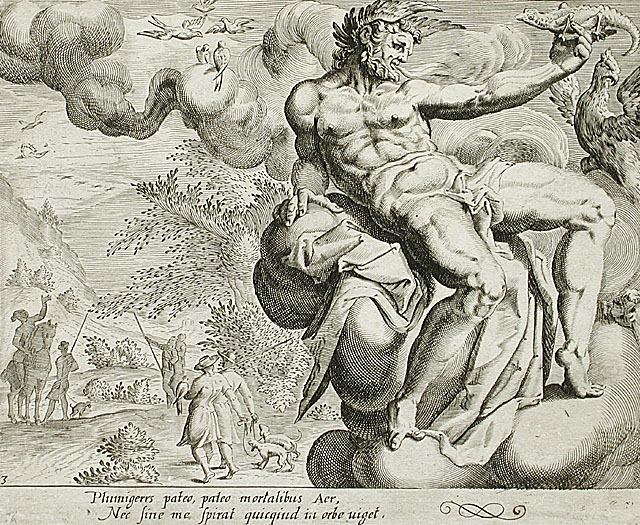
Якоб Матам за твором Якоба де Гейна. «Повітря», серія гравюр «Елементи», Музей мистецтв округу Лос-Анжелес
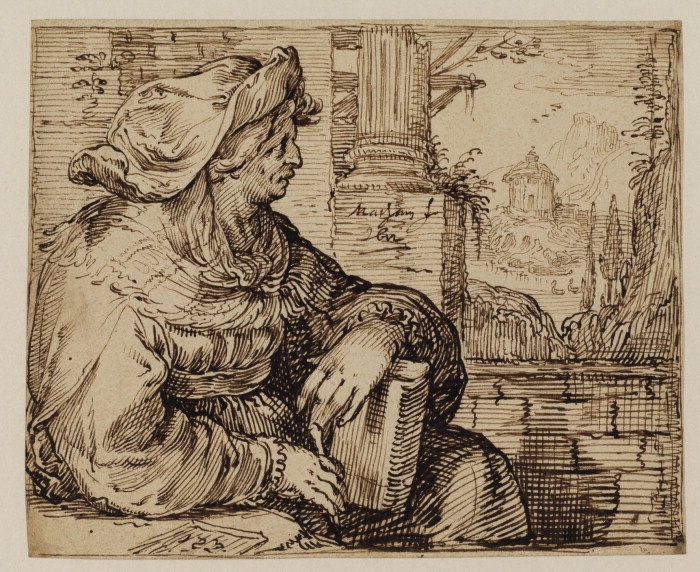
Якоб Матам. «Сивіла серед руїн», 1612 р. Художній інститут Курто, Лондон.
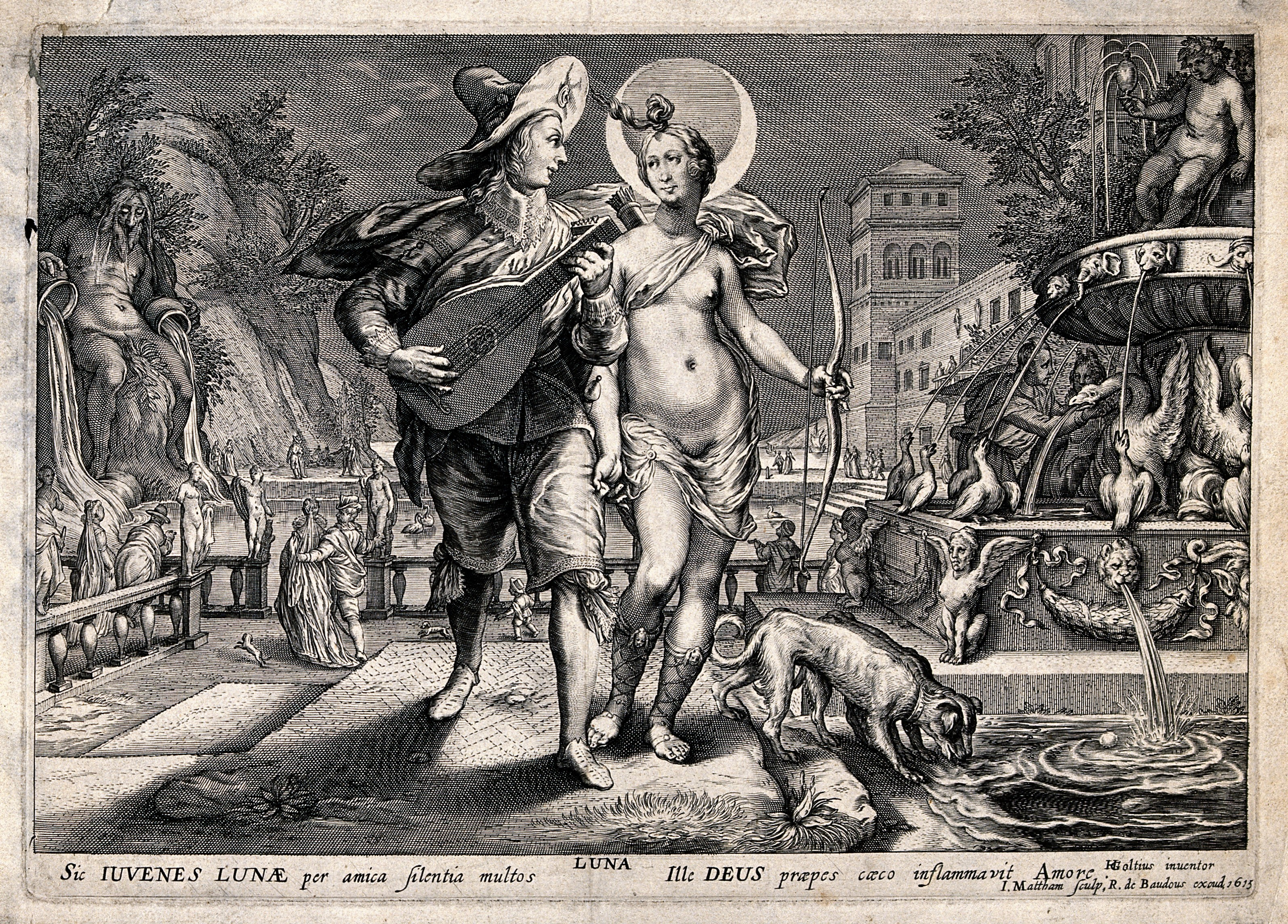
Якоб Матам за твором Г. Гольциуса. «Діана з лютнистом в садку доби маньєризму»
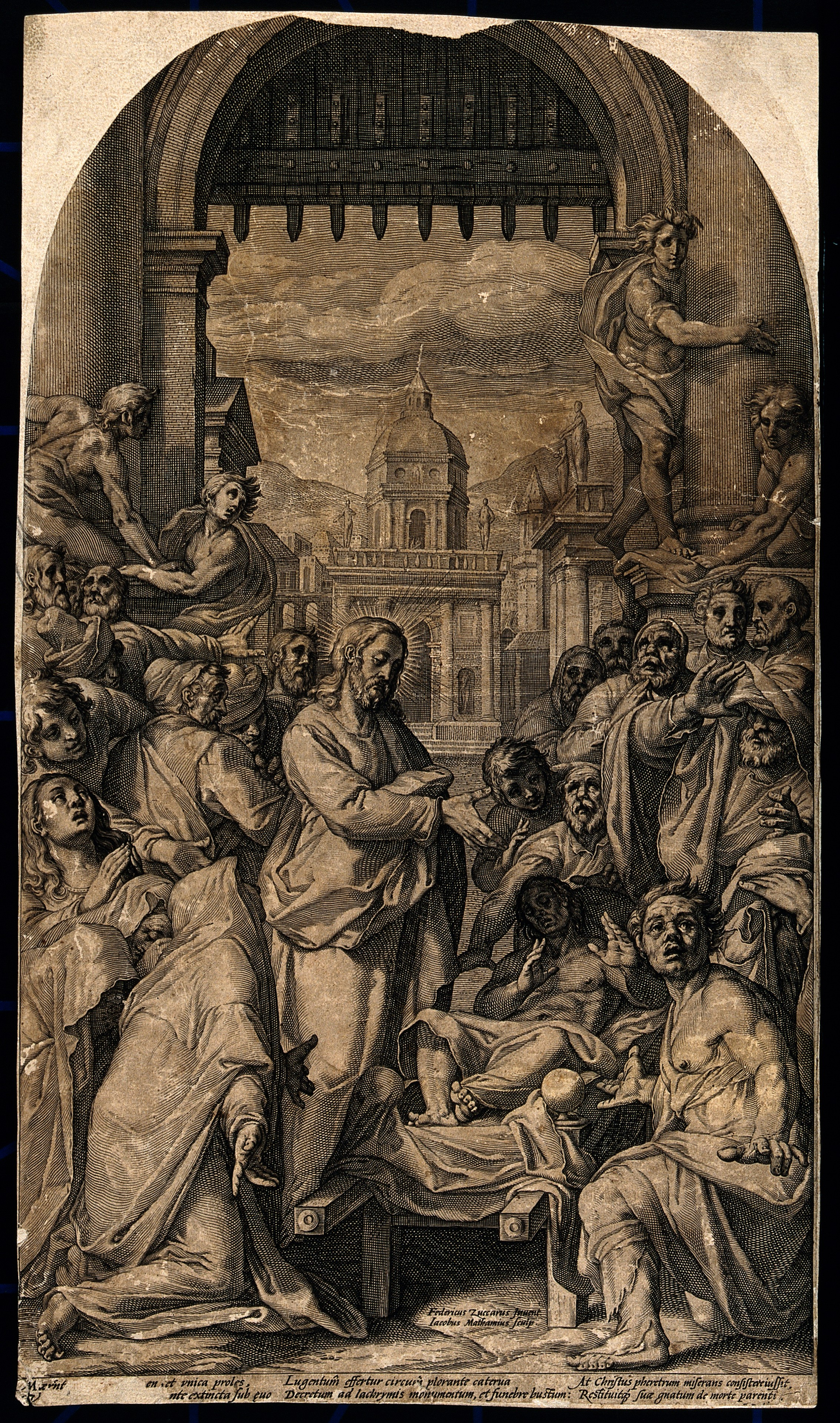
Якоб Матам за твором Ф. Цуккарі. « Христос зцілює сина вдови з Наіна»